# Stictococcus formicarius
Stictococcus formicarius är en insektsart som beskrevs av Robert Newstead 1910. Stictococcus formicarius ingår i släktet Stictococcus och familjen Stictococcidae. Utöver nominatformen finns också underarten S. f. tuberculata.